# Ante Jazić
Ante Jazić, né le 26 février 1976 à Bedford, Nouvelle-Écosse, est un joueur international canadien de soccer d’origine croate, évoluant au poste de défenseur.

## Biographie

### Jeunesse
Jazić commence sa carrière de soccer pour le Scotia Soccer Club. En tant que senior, il joua pour une des plus fortes équipes nationales amateur, Halifax King of Donair, puis une saison avec les Tigers de l'Université Dalhousie.

### Parcours en club
Jazić est devenu professionnel en rejoignant NK Hrvatski Dragovoljac en 1997 après un accord arrangé par son oncle en Croatie. Après deux ans avec Dragovoljac, il rejoint la première ligue Croate avec Hajduk Split entre 1999 et 2001.
Jazić a ensuite joué pendant 4 saisons avec le Rapid de Vienne. Il joua pour le FC Kuban Krasnodar en première ligue Russe en 2006. Kuban fut relégué en deuxième division Russe en 2005. Le 27 juin 2006, il signe un contrat avec Los Angeles Galaxy en Major League Soccer. Le contrat dure deux ans.
Le 15 janvier 2009, Jazić fut acheté par Chivas USA en échange de défenseur A. J. DeLaGarza.

### Parcours en sélection
Il fait ses débuts pour le Canada en mai 1998 dans un match amical contre la Macédoine. Il a été membre de l’équipe de la Gold Cup 2007.